# Метрогородок (район на Москва)
Метрогородок е административен район на Източен окръг в Москва.